# 博多華丸・大吉
博多華丸・大吉（はかたはなまる・だいきち）は、吉本興業（東京吉本）所属のお笑いコンビ。1990年結成。THE MANZAI2014王者。福岡吉本第1期生。
吉本興業福岡事務所（福岡吉本）からデビュー、2005年に上京した。略称は「華大（はなだい）」「華丸大吉」。

## メンバー
博多 華丸（はかた はなまる、本名：岡崎 光輝〈おかざき みつてる〉1970年4月8日 - ）（55歳）
ボケ担当、立ち位置は向かって左。
福岡県福岡市早良区出身。

博多 大吉（はかた だいきち、本名：吉岡 廣憲〈よしおか ひろのり〉1971年3月10日 - ）（54歳）
ツッコミ・ネタ作り担当、立ち位置は向かって右。
兵庫県神戸市生まれ、福岡県古賀市出身。

## 来歴

### デビューまで
2人は1989年に福岡大学へ入学した同期生で、大学入学時に2人ともお笑いをやっているサークルに入ろうと探したところ落語研究会しかなく、そこへ所属したことで出会った。勧誘情報には「ゆるい上下関係」とあったがその実態はガチガチの縦社会で、サークルに対しての不満を言い合うなどして親交を深めた。
地元のタウン情報誌にサークル活動が紹介され、それを見たあるプロダクションから2人に「ヨッチャン・オカチャン」というコンビ名で、東京でやらないかと誘われたことがある。最初の面接時に会った社長の雰囲気から、2人の本能が絶対に怪しいプロダクションに違いないと訴えかけたためただひたすら逃げる口実を探していたが、面会を重ねる毎にトントン拍子で売り出すパッケージングの形などが決まっていった。どうしても逃げ出したかった2人がたまたま目にした吉本主催による福岡でのお笑いオーディション番組の参加者募集広告を利用して、社長の面会の日に君たちを東京の番組にねじ込むからと言われてから「すいません。僕たちは吉本所属を目指したいんです」と懇願して断った。このプロダクションは実は大きな芸能事務所で断った建前上、吉本所属を目指すための必死さをアピールせざるを得ない状況に追い詰められたとのこと。
吉本興業福岡事務所創設初となるオーディション番組『激辛!?お笑いめんたい子』（テレビ西日本、1990年4月29日放送）に、「岡崎君と吉岡君」の名で漫才コンビとして出場。番組での決勝出場者のうち8組中2位までが合格となり福岡吉本1期生となれる副賞があったが、2人の結果は4位で不合格だった。しかしながら事務所立上げに関し人手が足りないという理由で、優勝したコンビ「ター坊ケン坊」（カンニング竹山と田中健二が組んでいたコンビ）のメンバーだった田中経由で福岡吉本から声がかかり、2人とも大学を中退。同年5月に1期生となる。
初代吉本福岡事務所長となった吉田武司の「芸人は本名ではなく芸名で」という方針に則って「華丸・大吉」のコンビ名でのデビューが決まっていたが、「芸名（平仮名で）7文字が売れる」という理由で更には「さらにめでたい名前をつけよう」という意向から「鶴屋華丸・亀屋大吉」（つるやはなまる・かめやだいきち）と命名された。

### 福岡吉本時代
デビュー時点では深刻なコンビ格差が生じており、『お笑いめんたい子』優勝コンビである「ター坊ケン坊」のター坊としてデビューした竹山と華丸が2トップとして売り出され、福岡吉本1期生総出演の『どっちもどっち博多っ子倶楽部』（TVQ）にレギュラー出演が決まったものの、大吉はフロアディレクターとして見切れる形で出演していた。竹山が1年で福岡吉本を辞めたことで漸く大吉にも出番が回ってくるようになり、大吉は「竹山が上京しなかったら今でも裏方を続けていただろうし売れてもいなかった」と語っている。以降、華丸は福岡吉本の看板芸人として、大吉はMCとしてローカル番組に出演し続け、『夜はとことん』『とことんサンデー』『華丸・大吉の鉄腕ももち』（テレビ西日本）、『今夜も大勉強!』（RKB毎日放送）など多くのレギュラー番組を獲得し、福岡県内で中高生を中心にトップクラスの人気を確立。
1995年に『めちゃ²モテたいッ!』（フジテレビ）において「福岡の人気芸人」として紹介され、福岡に来たナインティナインらとの共演も果たしている。また、この時にナインティナインは『とことんサンデー』にゲスト出演し、以降2組は親交を深める。なお、当時の華丸・大吉は司会やMCが主で、テレビで漫才を披露する機会はほとんどなかった。
1997年、『とことんサンデー』においてテレビ西日本が福岡吉本の了承を得ないまま大吉を1年間アメリカに留学させ、随時番組でその模様を追いかける企画を番組上で発表した。しかし吉本側の了承も無いままの発表だったため、同局と吉本との間でトラブルに発展した。このトラブルの背景には、地元局と福岡吉本の2代目所長だった玉利寛の仲が悪かったことが挙げられる。大吉はこのトラブルが解決するまで1年間自宅待機を強いられ実質の休業、番組も急遽打ち切られた。この休業期間中に大吉はネタを書き溜め、以降のネタ作りはそれまでの華丸中心から大吉中心へ移行した。
大吉の休業が明けた1998年4月からは『とことんサンデー』と同じ時間帯に同じコンセプトの番組『Hi-Ho!』が開始。しかし、当初関西ローカルだった深夜番組『吉本超合金』（テレビ大阪）が福岡でも放送開始され、1999年には福岡吉本の自前劇場「吉本111劇場」がオープン。大阪吉本の芸人が福岡のテレビ番組や劇場に出演し始めたことで「大阪の笑い」が福岡にも入るようになった。吉本超合金のメイン出演者であるFUJIWARAや2丁拳銃には福岡でも熱狂的なファンがつき、華丸・大吉のネタでウケていた観客が一切笑わなくなった。また、人気者のFUJIWARAが『めちゃ×2イケてるッ!』（フジテレビ）ではスベリキャラの様に扱われている姿を見て、大吉は東京のテレビに畏怖の念を覚えた。
1999年から2003年まで『爆笑オンエアバトル』（NHK総合）へ出演し、13勝4敗でゴールドバトラーに認定された。
2001年、第1回『M-1グランプリ』へ出場する。結成10年未満の出場資格が定められていた中、既に結成11年だったため出場資格は無かったが初回のM-1は日本各地の吉本の劇場に客席審査員を置くシステムだったことから、福岡吉本からも1組出場させたい吉本興業側から出場要請を受けたこと、またとある作家に「改名すれば、芸歴は1年目にリセットされるので出場できる」と言われて「華丸マル・大吉」名義で出場した。準決勝まで進出し、ほぼ決勝進出するからと本放送直前の『ナイトinナイト』（朝日放送テレビ）の生出演が決まるなどがなされたが、直前に主催者側から「10年を超えているのはやはり駄目」と実質失格扱いとなったため決勝進出を逃した。この時点で結成10年を超えていたため次年度以降は出場できず、これが最初で最後のM-1出場となった。
2002年頃から華丸・大吉の東京進出に賭ける機運が高まっていたが、2人に目をかけていた当時吉本社長の林裕章が病に倒れたことや、福岡吉本側が看板芸人である華丸・大吉を手放したくなかった事情もあってこの話は一旦立ち消えとなった。
2004年4月、屋号を博多に変更し現在の芸名へ改名する。改名のきっかけは姓名判断に詳しい福岡事務所の女性パート職員が退職する際、「『鶴屋』と『亀屋』は運気的に最低の名前」「『鶴屋』がほぼ0点に近い。『亀屋』は口に出せない（ほど最悪）」と判断され、「ずっと気になっていた。お願いだから改名して欲しい」と頼まれたためである。その女性から「いい名前がある」と勧められたのが「博多」の屋号で、「屋号を博多に変えて2年以内に2人が東に向かうと運気が上がる」ともアドバイスされた。
改名に際してかつて博多淡海を名乗っていた元吉本新喜劇座長の木村進にも報告し、快く認めてもらったという。

### 東京進出
2005年4月、3年越しの念願だった東京本社へ移籍。東京進出のきっかけには、複数の要因があった。
- 華丸は東京進出について先述の元女性職員によるアドバイスに「背中を押していただいた」ことや[1]、華丸の長女が小学校入学を控えており就学中の転居を避けたかったこと[10]を挙げていた。
- 同期の竹山がカンニングとして全国区でブレイクした時は、2人のかつての同期であることやネタも標準語主体だったため祝福した。しかし福岡吉本で5期後輩のヒロシは、福岡で仕事がなく止むを得ず上京したはずが別の事務所に入り直して熊本弁のネタでブレイクを果たし、福岡へ凱旋した際も以前には見たことも無いほどの笑いを獲った。それを見た2人が「1回、東京のフィルターを通して東京で売れたという肩書きがあると、こんなに違うもんだと実感した」とショックを受けたことも、東京進出を決意した要因となった[11][12]。
- BS放送開局記念番組に出演した島田紳助の「東京の時代は終わった。これからは1回宇宙へ飛ばしてそこから配信していく時代だから、東京に限らず地方どこにおっても出てくるやつは出てくる」という発言を耳にした華丸は、その発言を「ずっと信じて」福岡で活動していた。デビュー13年目に紳助と初めて話す機会が生まれ、2人は紳助から「何で君ら福岡でやってんねん」と聞かれた。華丸は「よくぞ聞いてくれました」「（紳助の言葉を信じてやってきたと）やっと言える」と思ったが、その直後に「アホちゃうか? 東京やで。何してんねん」と言われてしまった。華丸は紳助の掌返しのような発言に憤慨したものの、この言葉も尤もだとしてまた東京進出を決断する要因になった[13]。
- 当時NHK福岡の番組で共演していた氷川きよしも、「福岡にいてはもったいない」という表現で東京進出を勧めていた[6]。

上京後はルミネtheよしもとでの舞台などが主な活動の場となったほか、月に数回は福岡での活動を並行した。当初テレビ局や制作会社には新人と見なされたため、東京進出直後はテレビ出演1本あたりのギャランティは福岡時代より断然減っていたが、舞台での出演数をこなすことや上京前から出演していた『ピィース!』（テレビ西日本）や『ナイトシャッフル』（福岡放送）などのレギュラー番組が、東京での華丸・大吉を密着取材するコーナーを引き続き放送するなどの応援により、それなりの生活が維持できている状態であった。
35歳になってから上京、各お笑い番組のオーディションを受けるものの当時は「どの番組もフレッシュな若手が欲しいらしく、変にこなれた自分たち（華丸・大吉）は、求められていない感があった」ため、「面白いんだけど、それが伝わりづらい」との理由で落とされたり、10歳以上年下の審査員から「痛々しい」と言われたりなどの仕打ちを受けた。それに加えて、福岡時代に「東京に出てきたら」と言ってくれていた人々の態度も一変し、「本当に来たの?」「福岡に居ればいいのに」と感じられたと振り返っている。

### 全国的なブレイク
2005年10月、『とんねるずのみなさんのおかげでした』（フジテレビ）の企画コーナー「博士と助手〜細かすぎて伝わらないモノマネ選手権〜」第6回大会に華丸が出場した。同番組は上京後初めてオーディションに合格した番組であり、華丸にとって本来4～5番手のものまねレパートリーだった『パネルクイズ アタック25』（朝日放送）における児玉清のものまねで優勝、一躍注目を浴びた。続く第7回大会も優勝し、優勝賞金100万円を獲得。同コーナーでは唯一の連覇達成者となった。結果として、「伝わりづらい面白さ」を活かせる同コーナーが華丸の、ひいては「博多華丸・大吉」の知名度を大きく上げることになった。
2006年2月、『R-1ぐらんぷり』に出場した華丸が決勝大会に進出し、東京での看板ネタとなっていた児玉清のモノマネを「あいうえお作文」と組み合わせたネタで優勝を成し遂げた。決勝直前に華丸は予選でずっと使ってきた児玉清のネタを変更し、急遽「ゴルフコンペを間違えてゴルフ場の受付と揉める博多のおじさん」のコントで決勝に出場すると言い出したため、大吉や密着取材をしていたテレビ西日本のディレクターが2人がかりで児玉清ネタのままにするよう説得し、大喧嘩となった。最後は華丸が折れた形になったが大吉の説得が正しかったことで「コンビとしての上下関係が決まった」となり、以後コンビの主導権は大吉が握るようになった。なお、世間の一部から「華丸がR-1で披露したネタは大吉が作った」と噂されたことに対し、大吉は「ネタは2人で作って、（大吉が）『児玉清さんをやるように言った』というのが本当のところ」と語った。このような経緯もあり、華丸は優勝賞金500万円を半ば強引に大吉と折半した。
2006年5月19日、なかやまきんに君からの紹介で『森田一義アワー 笑っていいとも!』（フジテレビ）の「テレフォンショッキング」に初出演。
2008年9月4日放送の『アメトーーク!』（テレビ朝日）の企画「中学の時イケてないグループに属していた芸人」に大吉が出演。自身の暗い経歴などのネガティブなトークが注目されたことで同番組への出演回数が増え、「大吉先生」と称されるキャラクターやトークの巧さが世間に認知されるようになった。大吉自身は、2012年4月から『たまむすび』（TBSラジオ）の水曜レギュラーに抜擢されたこともブレイクの要因に挙げた。
『アメトーーク!』では、2012年3月8日放送の「小忙しい芸人」にて営業先での「華丸・大吉あるある」トークが盛り上がり、宮迫博之（当時雨上がり決死隊）の「今度、華丸・大吉芸人やろうや」という提案がきっかけで、2012年5月17日・24日の放送によって華丸・大吉に所縁のある芸人が集結した「華丸・大吉芸人」が実現。更に2012年の年末には「多くの芸人に愛され、視聴者に暖かい笑いを送り続けた」との理由で、2人に同年のアメトーーク大賞が授与された。

### 『THE MANZAI』優勝
2011年、コンクール形式としては第1回となる『THE MANZAI』に出場。本人たちは「若手の大会だから」と出場しないつもりだったが、西川きよしや今いくよ・くるよらから説得されたため出場を決意した。予選を勝ち抜き認定漫才師50組に選抜され、本戦サーキットを13位で通過し決勝大会に進出。「（大会最高顧問のビートたけしに）“あんちゃん達面白いね”と、その言葉だけ頂けるように頑張ります」と臨み、1回戦で「乾杯の挨拶」を披露したが福岡吉本の後輩であり自らも評価していたパンクブーブーに大差で敗れた。獲得したのは関根勤からの1票のみだったが、たけしが「華丸・大吉にもっと（票が）入ってもよかったんじゃないか」と評して「泣きそうです」と応えた。
2014年、再び『THE MANZAI』に出場。2013年の年末にたけしから「なんであんちゃん達（大会に）出ないの?」と直接問いかけられたことが出場のきっかけで、大木こだま（大木こだま・ひびき）などの先輩も大会出場を後押しした。認定漫才師に選抜され、本戦サーキットを6位で通過し決勝大会に進出。1回戦はワイルドカード枠で出場した三拍子の4票に対し6票を獲得して競り勝った。出番直前に出場した三拍子のネタがかなりウケていたため、大吉は出番前に敗戦を悟っており、勝利決定の瞬間には大吉が思わず「（2本目のネタ合わせをしていなかったため）まずい」と言ってしまったほどであった。最終決戦では得意ネタである「宴会の抜け出し方」を1回戦のネタも絡めて披露した。このネタを選んだのは客層を考えた上での大吉による独断だったが、アキナ・トレンディエンジェルを相手に10票中9票を獲得し、優勝に輝いた。
たけしは番組エンディングで「俺は（華丸・大吉の）ファンだからなぁ」と述べ、放送後の記者会見では、その他の出場者である若手芸人の漫才と華丸・大吉の漫才の違いを、流行りの食堂と老舗の名店の味に例えて讃えた。大吉は番組の最後に「この予選に出ていない方も僕らの先輩たちも、本当に面白い漫才師さんは劇場にいますので、是非皆さん劇場に足を運んでください」と挨拶した。
『THE MANZAI』の優勝者には優勝賞品としてフジテレビ深夜帯の冠番組が贈られるが、当初2人は既にキャリアを重ねたコンビとしての優勝であったことや、系列のテレビ西日本で冠番組『華丸・大吉のなんしようと?』を持つなど、既に数本のレギュラー番組があることから、賞品番組の辞退も考えていた。しかし『THE MANZAI』の他の出場者も含め、若手に全国区の番組に出る機会を与え彼らに経験を積んで欲しいとの思いもあり、2015年4月から9月まで若手芸人やパフォーマーを迎えるトーク番組『華丸大吉の2020』のMCを務めた。なお、『THE MANZAI』が2015年以降、『THE MANZAI マスターズ』（2017年までは『プレミアマスターズ』）と銘打った漫才師の競演形式となってからも、華丸・大吉は番組から招待されるという形で毎年出演している。
東京スポーツ映画大賞と並行して行われる「ビートたけしのエンターテインメント賞」では、2012年と2015年に「日本芸能大賞」を受賞した。2015年は単独受賞であった。

### 『THE MANZAI』優勝以降
2015年にデビュー25周年を迎え、2016年1月9日・10日に福岡・キャナルシティ劇場にて「博多華丸・大吉結成25周年ライブ」を開催した。岡村隆史（ナインティナイン）などコンビに縁のある多数の芸人がゲストで登場したほか、タモリ・たけし・明石家さんまらがビデオメッセージで祝福し、25周年に花を添えた。
このライブが成功を収めたため、翌年以降も「博多華丸・大吉○○周年記念公演」と題したライブを毎年開いている。なお2020年は新型コロナウイルスの感染拡大防止に鑑み、29周年記念公演を中止した。
2018年4月2日より、有働由美子・井ノ原快彦（20th Century、当時V6）の後任として『あさイチ』（NHK総合）の2代目キャスターに就任。新しい「NHKの朝の顔」となった。
2018年10月には、「漫才を中心に様々な分野において活躍しながら、県内外において福岡県をPRし続けており、福岡県の文化の振興・発展に大きく貢献している」との理由で、第26回福岡県文化賞・社会部門を受賞。2019年3月5日に贈呈式が行われたが、スケジュールの都合でビデオメッセージでの出演となった。
2020年にデビュー30周年を迎えた。結成30周年記念イベントは、2021年1月23日に福岡ドームにて行われる予定だったが、依然としてコロナ禍が治まらない状況のため中止となった。大吉は周年記念イベントについて「世の中が落ち着いて、いいタイミングが来たら」実施する予定とし、後述の「華大どんたく」まで待つこととなった。
2023年には、22年ぶりに地元・福岡で開催される世界水泳選手権の『テレビ朝日 世界水泳福岡2023 応援団』に就任した。
2024年2月10日に、福岡ドームにて結成33周年記念イベント「博多華丸・大吉 presents 華大どんたく supportedバイ 洋服の青山」を開催。3万4000人以上の観客を動員した。「愛と人脈の総力戦」と称し、ビデオ出演も含めた48組80人の芸人がネタ披露、運動会、大喜利などの企画を行い、9時間半にわたってイベントを盛り上げた。

## 芸風
博多弁を多用した漫才（主にコント漫才）をメインとして演じている。主に華丸が惚けた言動を繰り返し大吉が窘めるようにツッコむ展開だが、ごく稀に大吉がネガティブな発言をして華丸が困惑するという、2人のボケとツッコミを逆転させた展開になることもある。自身も認める通りネタに含まれるボケの数は決して多くないが、ゆったりとした間で丁寧にボケとツッコミを繰り広げる漫才を演じており、これが『THE MANZAI 2014』での勝因にもなった。
漫才の題材としては2人が好きなお酒や宴会に関するネタが多く、福岡ソフトバンクホークスなどの福岡・九州ネタ、中年男性のよくある言動を描いたネタ、更にはドラえもんやYouTuberを扱ったネタなどもあるが他人を攻撃するネタは演じない。こうした「穏やかで暖かい笑い」はファミリー層から広く支持されている。一方でトークや大喜利など漫才ネタ以外の部分においては毒舌を放つこともあり、特に大吉はその傾向が強い。「日経エンタテインメント!」誌による、芸能人の認知度と関心度を数値でランキング化した「タレントパワーランキング」では、2018年の芸人部門においてサンドウィッチマンに次ぐ2位として華丸・大吉がランクインした。
大吉が華丸を強めに叩くなどといった、所謂「ドツキ」系の激しいツッコミもほとんど行われない。これについて大吉は、2014年8月17日（16日深夜）放送の『お茶ガシとおハナシ』にて、福岡には「博多仁和加（はかたにわか）」という伝統芸能があり、演者のボケた言動を観客が受け入れて拍手を送りツッコミのように否定する文化ではなかったから、と理由づけた。同番組では、大吉は漫才での自身の役割を「ツッコミではなく、華丸をなだめている」としており、「いつかは全編ツッコミのない漫才をしたい」とも語った。2023年1月2日放送の『浜田&大吉・濱家が主催!新春ツッコミ芸人総会2023』では、大吉の運動神経がないためにドツキが空振り、自分には向いてないと思ったこと、さらに大木こだま・ひびきの漫才を見て、大木ひびきのドツキをしないツッコミに衝撃を受けたことも理由に挙げた。
『THE MANZAI 2011』出場以降は、華丸が大吉に「ちょっとご相談があるんですが、○○になりたい（○○したい）」と語りかけて本題に入るネタが増えている（この導入を使わないネタもある）。華丸がネタの中で演じる「お酒好きで陽気な博多のおじさん」のキャラは、華丸の弟によれば土建業を営む華丸の父そのままであるという。華丸がボケる時にオーバーな表情を見せることも多く、大吉は「華丸・大吉の漫才って、華丸さんのにらめっこなんですよ」と例えている。
頻度こそ低いが、コントも行っている。漫才と同様に華丸が博多のおじさんを演じるネタや、華丸が得意とする児玉清、川平慈英といったものまねを取り込んだネタなどがある。
テレビでは4分程度のネタを演じることが多いが、大吉によれば自分たちの本分は舞台で演じる15分のネタであるとしている。ネタ作り担当の大吉は2014年頃は将来的に舞台中心の活動となるのを見据えて、1ヵ月に1本のペースでネタを作ると語ったが近年では「題材が年相応のものじゃないとイヤ」なので「漫才のネタが、年々できなくなってきている」と苦労を漏らしつつ、「年間3回くらい、ネタのイベントとか番組に呼ばれたときに作る」としている。

## エピソード
福岡吉本出身の芸人の兄貴分的存在で、多くの後輩たちから慕われており、飲み会での乾杯の音頭は常に華丸が取る。特にパンクブーブーとは交流が深く、彼らの実力・才能をいち早く見抜いた芸人の1人でもある。確かな実力を有しながらもなかなか売れなかった彼らを不憫に思い、大吉は七夕の短冊に「パンクブーブーに光が当たりますように」と書いたことがある。その年にパンクブーブーはM-1王者に輝いた。
一方、パンクブーブーも華丸・大吉が東京進出して間もない頃は、2人が早く東京や東京の芸人に馴染めるように色々と売り込んだり心を砕いたりしていたという。黒瀬純（パンクブーブー）は華丸のことを5つしか年が離れていないにも拘らず「お父さん」と呼んでいる。
他の芸人が忙しければ断りそうな細かい仕事や、スケジュール上無理と思われるような仕事も断らず引き受けてしまうことで自嘲気味に「よしもとの犬芸人」と自称している。ただでさえ「東京と博多の滞在が半分ずつくらい」のため、東京と福岡を往復するのに年間で約250回も飛行機に乗るという状況に加え、仕事で東京→長崎→長野→福岡や、福岡→浅草→下関、新潟→大阪→新潟など「日本地図をもう一度見直して〜」と思うような移動になることも多々あり、「マイレージは常に20万マイル以上持っている」とのこと。
コンビ仲は非常に良好で、2012年1月19日放送の『アメトーーク!』の企画「相方大好き芸人 第2弾」などで「コンビでカラオケに行く際は必ず2人で修二と彰の『青春アミーゴ』を歌う」といった仲良しエピソードが語られている。コンビで本気の大喧嘩をしたのは来歴節で述べた『R-1ぐらんぷり』での華丸のやるネタ選びの1件のみで、その他は喧嘩をするにしても昼食のメニュー内容についてなど他愛のないものとしている。
ナイナイとは1995年に彼らが福岡を訪問し『めちゃ²モテたいッ!』『とことんサンデー』に互いがゲスト出演して以来の付き合いで公私共に仲が良く、特に同い年（同学年）でもある岡村と大吉は互いに親友と認め合っている。『THE MANZAI 2014』ではナイナイは司会を務めつつも華丸・大吉を応援しており、矢部浩之（ナインティナイン）は「本当にさすがだな」、岡村も「めちゃめちゃ格好よかったです」と優勝を喜んだ。大会終了後には大吉は岡村と、華丸は矢部とそれぞれ祝杯を挙げた。
カンニング竹山とは共に福岡事務所の1期生で同期だが、竹山は「福岡で売れても意味がない」とわずか1年で福岡吉本を辞めてしまった。「逃げるように上京」した竹山は、後に中島忠幸とのコンビである『カンニング』として全国区での人気を得た。しかし天狗になった竹山は久々に福岡で華丸・大吉とロケを行った際に「（福岡は）こんなゆるいロケでいいんだ」と悪態をつき、激怒した華丸との間に確執が生じた。この竹山の発言の裏には「10年間東京でくすぶっていた竹山」と「ずっと福岡で人気者だった華丸・大吉」を比較しての嫉妬や、その焦りが「福岡そのものへの恨み」へと変わったことがあった。しかしその後、別のロケで華丸と竹山が共演した際は華丸・大吉が竹山の活躍を喜び応援していたことを知った竹山は「10年人を恨むことばかり考えていた」と後悔、『R-1ぐらんぷり』での華丸の優勝も心から祝福できるようになった。現在は両者の確執も解消され、『THE MANZAI 2014』での華丸・大吉の優勝に竹山が「やっぱり華丸大吉には勝てなかったと。でも今は心から嬉しい! 本当におめでとう!」と祝福のツイートをしたり、華丸・大吉と竹山が宴会を開いたりなどの交遊をしている。
同期にあたる千原ジュニア（千原兄弟）からは「華丸と大吉の顔と名前が逆」と言われている。松本人志（ダウンタウン）は『THE MANZAI 2014』について「群を抜いて面白かった。芸歴が長いとか有名とか関係なく、華丸・大吉が優勝する以外に（2014年出場者で）上手いコンビがいなかったから当然の結果。ある意味で若手もベテランも良い勉強になった」と語っている。
立川談志からは東京MXテレビの番組で談志の前で漫才を披露した際、「まあ、内容として、こういう優しいネタを選んでて。俺はとっても文化的には好きだなあ。あとで、いいアドバイスしてやるよ」と声をかけられた。その後、収録後の打ち上げで別室に呼ばれ「いいか。よく聞け。これは過去、爆笑問題にしか言っていない。──絶対に、解散するなよ」とアドバイスされたという。
2020年にコンビ結成30年かつ東京進出から15年の節目を迎えることから、それ以上東京にいると博多で過ごした15年のキャリアを東京でのキャリアが越してしまうため、華丸は「東京にいるのは50（歳）まで」「東京オリンピックは福岡で見たい」と希望を述べていた。結果として華丸の希望は実現せず、2020年以降も東京を拠点として活動しているが華丸は「東京に“染まっていない”」と自負し、大吉についても「意外と（東京に染まって）なかった」と語っている。
2021年2月18日放送の『あさイチ』（NHK総合）で、博多大吉と近江友里恵アナウンサーが、出演中の三上弥アナウンサーを「ミスターNHK」と呼んだ。
2023年7月13日の『あさイチ』（NHK総合）で博多大吉・博多華丸と東京勤務になった三上弥アナウンサーが再会した際、大吉が「ミスターNHKが東京に帰ってきましたね」「いつの時代にもいそう」「本当にNHKのアナウンサーの方っていう立ち振る舞いと声質」と放送中に語った。

## 出演
単独での出演は博多華丸、博多大吉の項を参照。

### テレビバラエティ

#### レギュラー番組
現在
- 華丸・大吉のなんしようと?（テレビ西日本、2009年4月24日 - ）
- 有吉ゼミ（日本テレビ、2013年10月7日 - ）- ゼミ生（パネラー）[60]
- あさイチ（NHK総合、2018年4月2日 - ） - メインキャスター[60]
- 火曜は全力!華大さんと千鳥くん（関西テレビ、2021年4月6日 - ）[60]
- 家呑み華大（BS朝日、2024年4月4日 - ）
- 華丸丼と大吉麺（朝日放送、2025年4月6日 - ）
- 華丸大吉が行く!大人もハマる神授業（BSフジ、2025年4月18日 - ）

過去
- どっちもどっち博多っ子倶楽部（TVQ九州放送）
- Doの夜はとことん（テレビ西日本）
- 若っ人ランド（テレビ熊本）
- とことんサンデー（テレビ西日本）
- 華丸・大吉の鉄腕ももち（テレビ西日本）
- Hi-Ho!（テレビ西日本）
- しんや君（テレビ西日本）月曜：華丸、木曜：大吉
- ナイトシャッフル（ - 2005年頃 FBS福岡放送）- 準レギュラー・不定期出演  [61]
- ふとっぱら（テレビ西日本）
- ピィース!（テレビ西日本）
- BE SHARP!!ふくおか情熱王（NHK福岡）
- 解体新ショー（NHK総合）
- 2時っチャオ!（TBSテレビ）火曜コーナー
- タカアンドトシのどぉーだ!（北海道文化放送）- レギュラー
- タカトシ牧場（北海道文化放送）- 準レギュラー
- ドイツ語会話（NHK教育）2007年度生徒役
- 情報レシピ ニジ☆ゴジ（テレビ西日本、- 2008年9月）
- わがまま!気まま!旅気分（テレビ西日本・FNS九州ブロック・BSフジ）
- ラジかるッ（日本テレビ）「5&5ランキング」月 - 水曜日担当
- おもいッきりDON!（日本テレビ、2009年3月31日 - 9月29日）- 火曜日レギュラー
- おもいッきりPON!（日本テレビ、2009年10月6日 - 2010年3月23日）- 火曜日レギュラー
- PON!（日本テレビ、金曜日レギュラー、2010年4月2日 - 2012年3月30日）
- 歌うま芸人をぶっ飛ばせ! うまカラ!ちゃん（福岡放送、2009年10月15日 - 2010年3月25日）
- 地元応援バラエティ このへん!!トラベラー（福岡放送、2009年5月 - 2012年9月）
- ハーフタイム（TOKYO MX）　木曜MC
- 俳句王国がゆく（NHK Eテレ）
- フットンダ（中京テレビ）- 隔週出演
- 華大の知りたい!サタデー（BSフジ、2015年4月3日 - 2016年9月24日）MC
- 華丸大吉の2020（フジテレビ、2015年4月17日 - 2015年9月18日）- MC、『THE MANZAI 2014』優勝の副賞として獲得した冠番組
- 厳選!いい宿ナビ（テレビ東京）
- ヒルナンデス!（日本テレビ、2014年4月 - 2018年12月24日）- 月曜レギュラー
- 突撃!しあわせ買取隊（テレビ東京、2018年10月11日 - 2019年2月7日）- 2015年からレギュラー放送開始までは『日曜ビッグバラエティ』枠の不定期特番として放送
- かみひとえ（テレビ朝日、2019年4月3日 - 2020年9月21日）
- 華丸大吉&千鳥のテッパンいただきます!（関西テレビ、2019年10月29日 - 2021年3月16日）[62]
- 教えてもらう前と後（毎日放送、2017年10月17日 - 2021年9月27日）
- それって!?実際どうなの課（中京テレビ、2019年4月3日 - 2024年3月27日）
- 博多華丸・大吉のの世界水泳福岡ばい!（テレビ朝日・九州朝日放送、2023年4月19日 - 7月26日）

#### 特番
現在
- 博多華丸・大吉の九州アスリートーク（テレビ西日本、2011年12月31日 - 2022年12月31日・2024年12月31日 - ）- MC
  - 博多華丸・大吉の九州スポーツ忘年会2023（テレビ西日本、2023年12月31日）- MC[63]
- ドリーム東西ネタ合戦（TBS、2015年1月1日 - ） - 西軍メンバー
- THE MANZAIマスターズ（フジテレビ、2015年12月20日 - ）
- 日曜ビッグバラエティ（テレビ東京）
  - あなたのゴミがお宝に!平成のリサイクル密着24時（2017年7月30日）- MC
  - 超スゴ!自衛隊の裏側ぜ〜んぶ見せちゃいます!（2018年11月11日 - ）- MC
- ニッポンわが町うどんMAP（テレビ西日本、2019年2月24日 - ）- MC

過去
- FBS大感謝祭!（2008年3月29日・2009年3月18日、福岡放送）- 司会
- 華丸大吉的チャンネルのススメ（BSスカパー!、2013年6月1日）- MC
- カニトレーラー日本各地へ「ありがとう」を届ける旅（日本海テレビ、2014年1月25日）- おもてなし隊
- 博多華丸・大吉 メイド・イン・ジャパンの底力 〜秋のメガヒットアイテムSP〜（フジテレビ、2014年10月11日）- MC
- 福岡すっぴんツアー!（福岡放送、2014年11月2日 - 2019年2月23日）- ナビゲーター
- 福岡出身タレントがつくる!!豪華（すごか）テレビ芸能界を支えているのは福岡県人会だ（福岡放送、2015年4月26日）- MC
- 華丸・大吉のTHEツボネタ（日本テレビ、2015年5月17日）- MC
- ENGEIグランドスラム（フジテレビ、2015年5月30日 - 2020年3月28日）
- 水トク!「大後悔時代失敗から学ぶTV」（TBS、2015年6月10日）- MC
- コレっていくら? 〜なかなか聞けないアノ値段聞いてみた〜（テレビ東京、2015年7月14日）- MC
- 博多華丸・大吉の愛されるヒミツ!老舗の神ワザ（福岡放送、2015年8月1日）- MC
- 人生が変わる片付けTV8割捨てる!極少生活（TBS、2015年8月30日）- MC
- 華丸・大吉の〇〇周年記念SP（テレビ西日本、2015年12月1日 - 2019年10月8日）
- 華丸・大吉のこんな仕事があったんだ（テレビ西日本、2016年2月28日 - 2018年3月18日）- MC
- 70歳以上限定バラエティ「元気に死ぬテレビ」（BSスカパー!、2016年3月26日）- MC
- 華丸・大吉の福岡えがお万博（テレビ西日本、2016年7月23日）- MC
- ネクストブレイク「いつの間にやら進んでた!」（日本テレビ、2016年10月10日）- MC
- ダイスキ!フェス（NHK福岡放送局・NHK沖縄放送局、2017年3月16日）- MC
- 巻き込まれ決断ショー 私はこれで助かりました（関西テレビ、2017年4月16日）- MC
- 情報ツウがご案内!華丸・大吉のこげなトコあったとね!?（福岡放送、2017年11月25日）
- 落ちましておめでとうございます!落とし穴末経験の芸能人 落ち初め大連発SP（テレビ東京、2018年1月1日）- MC
- 初笑い!朝まで爆笑寄席（テレビ東京、2018年1月1日・2019年1月1日）- 東京ブロックMC
- 華大の昭和レジェンド〜身近なモノ誕生秘話〜（BSフジ、2018年1月6日）- MC
- 「モッタイナカッタ?」観察バラエティー 逃した魚（読売テレビ、2018年3月25日）- MC[64]
- W杯開幕!ホントの見どころ教えます!（NHK総合、2018年6月14日）- MC[65]
- 芦田愛菜&華丸大吉の振り幡大賞（毎日放送、2018年6月20日）- MC
- 松本・華大の福岡発掘バラエティーどげんですか?（テレビ西日本、2018年6月26日・7月3日）- MC
- お客様は知っている!（フジテレビ、2018年7月13日）- MC
- 実際どうなの!?マネー（中京テレビ、2018年7月15日）- MC
- TNC夏まつり2018 〜ロックに。自由に、5時間スペシャル〜（テレビ西日本、2018年7月21日）- MC[66]
  - 華丸・大吉のはじめてSUMMERFES2019（テレビ西日本、2019年7月27日）- MC
- THE大金星（フジテレビ、2018年10月13日）- MC
- 土曜スペシャル（テレビ東京）
  - 博多華丸・大吉 ごごから日帰り旅（2018年10月27日・12月8日）
  - 博多華丸・大吉の週末湯治旅（2019年3月9日）
- カミヒトエ!（テレビ朝日、2019年1月5日）- MC
- サンバリュ（日本テレビ）
  - 笑わせたら福来たる（2019年6月16日）- MC
  - 有名人の知らない有名人の話!（2023年10月22日）- MC[67]
- 博多華丸・大吉のピンチで生き残る知恵セブン（RKB毎日放送、2019年9月16日 - 2021年9月20日）- MC
- アリガト!JAPAN 〜助けてくれた日本人を捜しています〜（フジテレビ、2020年3月26日・2024年6月27日）- MC[68]
- ダイヤモンドカップ特別編 華丸大吉 歓喜の瞬間たっぷり見せます&いま届けたいスゴ技SP（BSフジ、2020年5月11日）- MC[69]
- Dr.ミステリー事件簿 〜人体のナゾを解け!〜（フジテレビ、2020年5月17日）- MC[70]
- シークレットチェンジ（TBS、2020年9月23日）- MC
- 昔住んでた家は今!?歴代ハウス（フジテレビ、2020年10月7日）- MC
- ニッポンの食材大捜索!ごちそうハンター（東海テレビ、2021年6月20日 - 2023年6月18日）- MC
- きょうからできる! 〜SDGsはじめますスペシャル〜（RKB毎日放送、2021年6月23日）- MC
- 100分で世界を応援しよう!（NHK BS1、2021年8月24日）- MC
- 華大も行きたい??福岡第7観光ツアー（TVQ九州放送、2021年9月11日）- MC
- 超私的ナイスバイ（毎日放送、2022年1月2日・5月25日）- MC
- 汐留☆新鮮組（日本テレビ、2022年3月2日）- MC
- 1日1便 乗ってきました（日本テレビ、2022年6月11日 - 2023年5月4日）- MC
- 旅する水曜日「華大さ〜んキテミテ旅」（BS日テレ、2022年10月5日・12日）[71][72]
- 地元じゃ負け知らず（毎日放送、2023年3月29日）- MC[73]
- 家呑み華大（BS朝日、2024年1月20日）
- 春のお笑いスペシャル2024 華大どんたく〜君と人脈の総力戦!これを見たらあなたもタニマチSP〜（BSよしもと、2024年3月31日）[74]
- THE SECOND 〜漫才トーナメント〜（フジテレビ、2024年5月18日・2025年5月17日） - スペシャルサポーター
- パリオリンピック2024 みんなでハイライト（NHK総合、2024年8月4日・11日） - キャスター
  - パリパラリンピック2024 みんなでハイライト（NHK総合、2024年9月1日・8日） - キャスター
- 映像タイムマシーン（NHK福岡放送局・NHK沖縄放送局、2024年8月14日・2025年3月14日）- MC
- 華丸丼と大吉麺（朝日放送、2024年10月20日）
- 世界最高峰のマジック殿堂 マジックキャッスル（NHK BSプレミアム4K、2024年11月9日） - MC
- もうすぐ放送100年!大みそかスペシャル（NHK総合、2024年12月31日）- MC

### ラジオ番組
現在

過去
- 今夜も大勉強!（RKBラジオ、1994年10月3日 - 1995年10月5日）
- ゴチャ・まぜっ!火曜日（MBSラジオ、2006年10月4日 - 2009年4月1日）※隔週出演
- 博多華丸・大吉のアリスた〜ず★最前線!（ラジオ大阪、2011年10月5日 - 2012年9月26日）
- 赤江珠緒 たまむすび（TBSラジオ、2012年4月4日 - 2023年3月29日）- 博多大吉（水曜レギュラー）、博多華丸（『おもしろ大人』第5水曜日コーナーレギュラー）

### テレビドラマ
- 福岡発地域ドラマ うきは〜少年たちの夏〜（NHK総合、2002年11月22日）
- クッキングパパ（テレビ西日本、2008年8月29日）
- めんたいぴりり（テレビ西日本、2013年）
  - めんたいぴりり2（テレビ西日本、2015年）

### 劇場アニメ
- 映画 妖怪ウォッチ エンマ大王と5つの物語だニャン!（2015年12月19日）

### CM
現在
- 宣翔物産「プラザグループ」（2012年 - ）- 九州地区限定
- オートウェイ（2017年 - ）[75]
- プロトコーポレーション「グーネット」（2021年 - ）- 髙橋ひかると共演。
- 九州旅客鉄道
  - エクスプレス予約・スマートEX（2022年 - 2023年）[76]
  - 西九州開店（2022年 - ）
  - ごほうび福岡 ごほうび大分（2023年 - ）
  - オフろう！（2024年 - ）
  - QRチケレス（2024年 - ）
- 医薬品医療機器総合機構（2024年 - ）
- 日本財団「スポゴミ」（2025年 - ）
- ミツカン「カンタン酢」（2025年 - ）

過去
- 九州マツダ - 九州地区限定
- 福岡競艇 - 九州地区限定
- スペースワールド - 九州地区限定
- NTTドコモ東北 - 東北地方限定
- メガネスーパー - 九州地区限定
- 紳士服のフタタ - 九州地区限定
- ゴールデンラッキー - 佐賀県にあるパチンコ店
- ハウス食品
  - ウコンの力
  - うまかっちゃん - 九州・山口地区限定
- KDDI「au」- 九州地区限定
- エイチ・アイ・エス - 九州地区限定
- 第一生命保険「順風ライフ パワーメディカル」（2013年）
- JAバンク福岡（2014年）[77]
- アサヒ飲料「三ツ矢サイダープラス」（2015年）
- ダイハツ工業（2016年）
- プレナス「ほっともっと」（2016年）
- クリエイト「Create転職」（2016年 - 2019年）
- 関東地方公営競馬協議会「SPAT4」（2018年 - 2019年）
- 交換できるくん （2018年 - 2020年）
- ゼンリン（2020年 - 2021年）
- 明治「北海道十勝生モッツアレラ」（2021年 - 2024年）
- ライフネット生命保険（2021年 - 2025年）- 木村昴・松田るか・飯島寛騎と共演。
- モンデリーズ・ジャパン「クロレッツ」（2022年 - 2025年）
- 青山商事「安心おまとめセット」（2023年）橋本環奈と共演[78]

## 出囃子
- Natural Radio Station「福岡WALKER」

以前は「いざゆけ若鷹軍団」を使用していた。